# Monastero di Santa Maria di Betlem
Il monastero di Betlem (costruito tra il 1974 e il 1994) progettato dall'Architetto Franco Antonelli, in località La Collina, Sant'Eraclio di Foligno, tra il 1968 e il 1972.

## Realizzazione dell'opera
L'opera è dislocata sopra una collina, dalla parte a monte di Foligno, ed è stata realizzata in varie fasi: dopo il chiostro e le due ali dei dormitori viene costruita la foresteria e l'ultima ala dei dormitori. Infine la chiesa ed il campanile, sempre in cemento armato, con variazioni rispetto al progetto originario.
L'architettura di Antonelli cerca di entrare nella tradizione locale (la pietra locale, il calcestruzzo) insieme a elementi nuovi. Il chiostro è nel punto più alto della collina; gli interni sembrano richiamare anche Le Corbusier. Franco Antonelli ha rilevato la natura del paesaggio in armonia con il suo lavoro, e ha definito l'opera "Cittadella spirituale dell'uomo", ricordando anche come nel chiostro siano stati ritrovati resti di una cisterna di epoca romana, indicando il legame con il passato.

## Architettura

### Architettura esterna

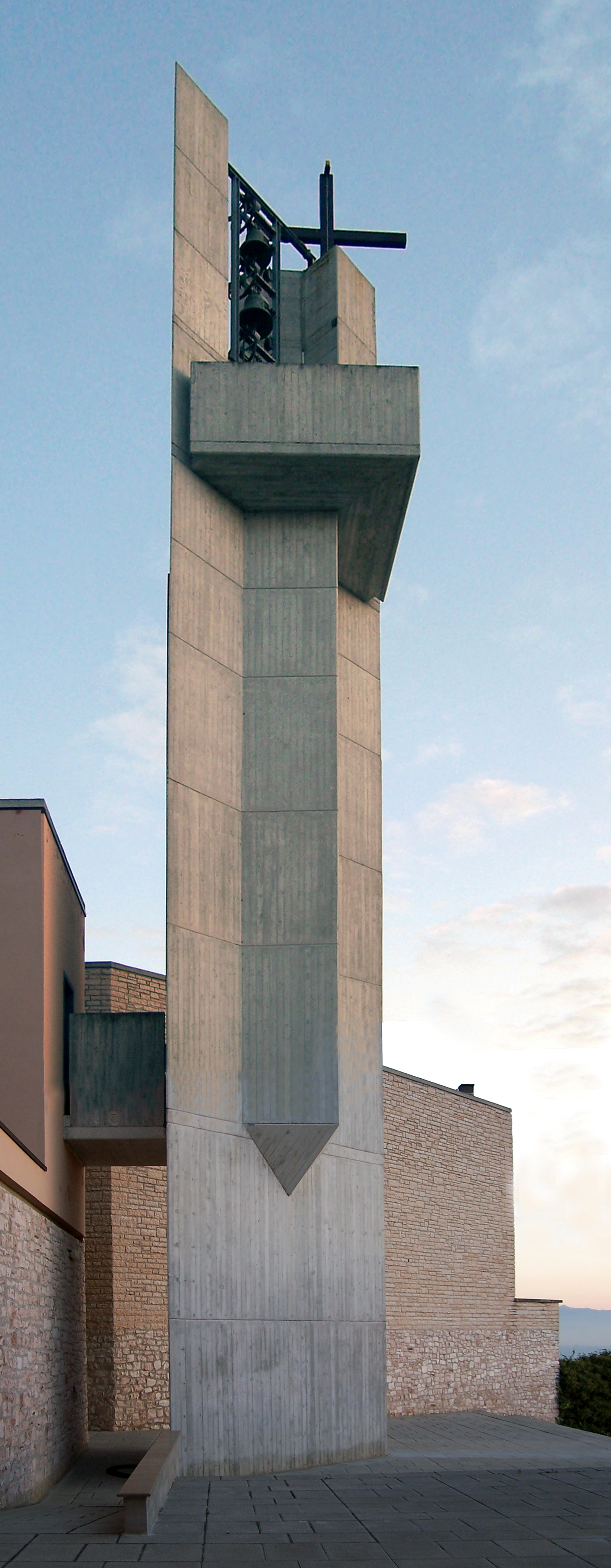
Il campanile

L'edificio mostra geometrie complesse, l'elemento unificante è il trattamento della muratura esterna in blocchetti di pietra calcarea,in filari regolari di altezza variabile. L'ingresso è ad est, le scale d'ingresso si mostrano in sintonia con le aperture superiori; nella facciata nord, c'è invece l'ingresso alla foresteria. Nella facciata sud, ventiquattro celle poste su due livelli.
Il campanile, in cemento armato, è sull'ingresso della chiesa, in una base triangolare, come elemento plastico, collegato con la chiesa per tre rampe di scale a chiocciola, attraverso cui si arriva alle tre campane messe una sopra l'altra. La struttura termina con una Croce, posta sul lato sud, sei metri per tre; più della metà della croce è oltre la cima del campanile.

### Architettura interna
Il monastero è su quattro livelli: “Livello 0” o seminterrato, con alcuni servizi e un deposito; 
- Livello 1, o primo piano, con i dormitori, la sacrestia, la lavanderia, il soggiorno, il parlatorio, la portineria ed altri disimpegni e servizi. In mezzo due grandi spazi, il chiostro e la chiesa;
- Livello 2, con stanze da letto, refettorio, biblioteca e cucina; “Livello 3”, la copertura dell'edificio, con piano di calpestio in pianelle di cemento e una guaina rivestita in rame.

La chiesa ha una pianta a tre navate e l'aula è posta con diciannove colonne di venticinque centimetri, mentre tra navata centrale e le laterali ci sono sei pilastri circolari di cinquanta centimetri. Tra i decori si l'acquasantiera cilindrica, di marmo, e quattordici tavole sul muro, con le quattordici stazioni della Via Crucis. La luce entra dal soffitto per tre lucernari, esprimendo l'idea trascendentale che l'architetto vuole trasmettere.

## Comunità di Betlem

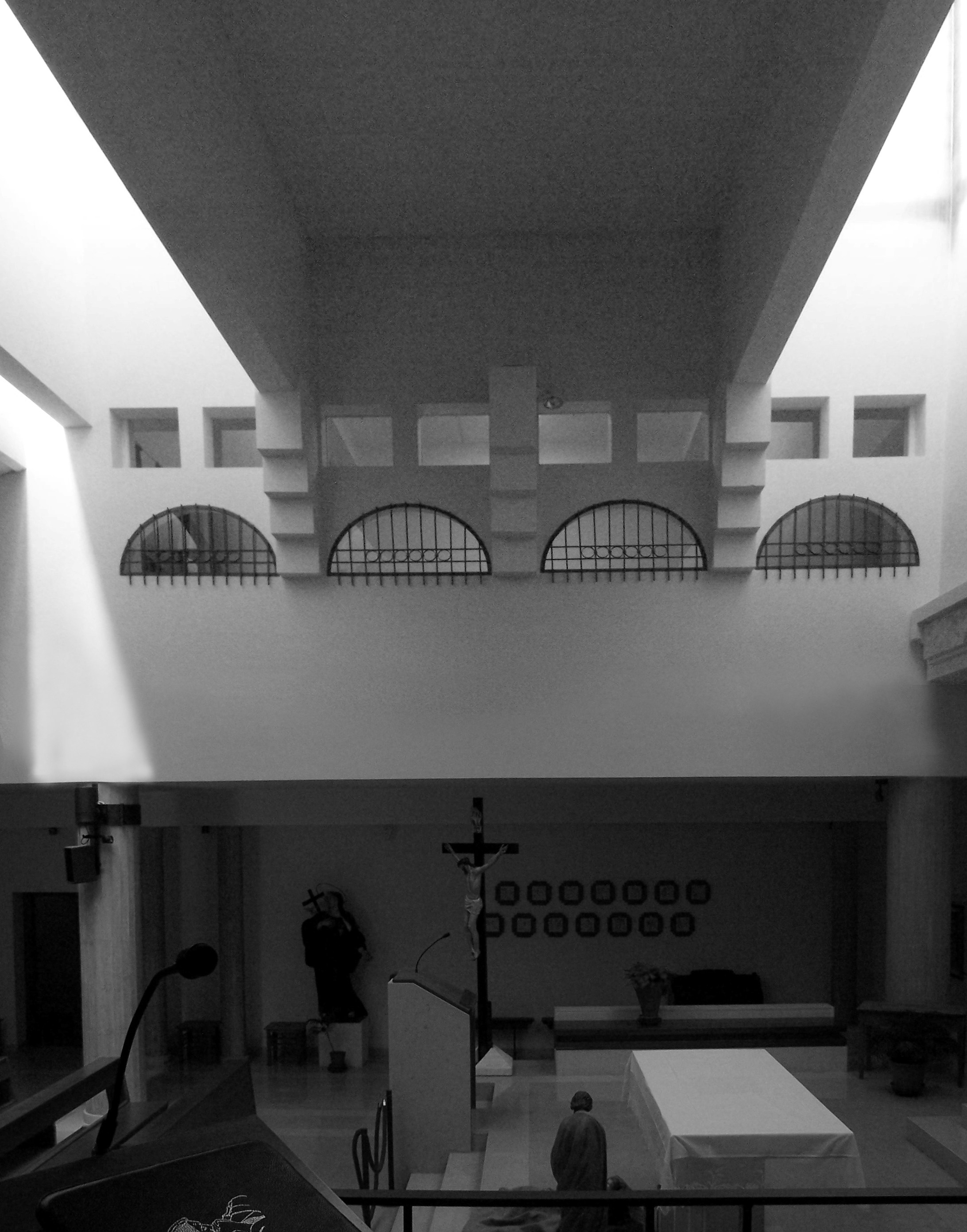
Parete laterale della chiesa, con gli effetti luci-ombre dei lucernai

Betlem, comunità di contemplative dell'Ordine agostiniano, a servizio ecclesiastico per “incontri di preghiera, giorni di ritiro, di riflessione, di amicizia”, ha antiche origini.
La documentazione notarile attesta dal 1380 una comunità di recluse nel carcere di proprietà di S. Maria in Campis, a Foligno, rione dove le monache di Betlem hanno vissuto fino al 1862. Le prime monache, prima benedettine, poi olivetane, si trasferirono dal monastero di S. Maria della Croce a Betlem, come agostiniane. Dal 1879 la comunità visse nel Palazzo Pierantoni, e nel periodo tra le due guerre commissionò all'ing. Alessandro Macera di Foligno un progetto per un nuovo monastero, ma solo nel 1974 iniziò la costruzione del monastero attuale, nuova sede della comunità di Betlem dal 1981, con Lorenzo Bettoni come impresario, e progettista l'architetto Franco Antonelli.